# جويل ريبورن
جويل ريبورن (بالإنجليزية: Joel Rayburn)‏ هو دبلوماسي أمريكي يشغل منصب نائب مساعد وزير الخارجية لشؤون بلاد الشام والمبعوث الخاص لسوريا في وزارة الخارجية الأمريكية. وهو عضو سابق في مجلس الأمن القومي الأمريكي وضابط متقاعد بالجيش الأمريكي. له كتب ومقالات عن الغزو الأمريكي للعراق عام 2003 ونتائجه.
من عام 2013 إلى يناير 2017، أدار مشروعًا للجيش الأمريكي لإنتاج كتاب عن تاريخ حرب العراق. وبهذه الصفة، كان محررًا ومؤلفًا مشاركًا لكتاب التاريخ المكون من مجلدين بعنوان «الجيش الأمريكي في حرب العراق»، والذي نُشر في يناير 2019.
في يوليو 2018، عُين ريبورن في منصب نائب مساعد وزير الخارجية لشؤون بلاد الشام والمبعوث الخاص لسوريا. وسابقا، من كانون الثاني (يناير) 2017 إلى تموز (يوليو) 2018، شغل منصب مدير أول لإيران والعراق وسوريا ولبنان في مجلس الأمن القومي الأمريكي في البيت الأبيض.
في عام 2014 أصدر كتابًا بعنوان «العراق بعد أمريكا: رجال أقوياء، طائفيون، مقاومة» يروي تاريخ الصراع في العراق من منظور عراقي. نُشر الكتاب من قبل مؤسسة هوفر.  كثيرًا ما يُستشهد بالفصل الخامس من كتابه لدعم التأكيد على أن الحملة الإيمانية لصدام حسين عززت الأيديولوجية السلفية، وبالتالي أنشأت قاعدة لصعود الدولة الإسلامية في العراق في عام 2003 والتمرد المرتبط بها. يناقش الفصل السادس من كتابه الحركة القومية الكردية وهدفها «ضم مدينة كركوك الاستراتيجية» وعكس التغيرات الديموغرافية هناك التي نتجت عن أفعال نظام صدام حسين.
انضم ريبورن إلى الجيش الأمريكي عام 1992 بعد تخرجه من الأكاديمية العسكرية الأمريكية في ويست بوينت.